# Киндикти (озеро, Костанайская область)
Киндикти (Киндыкты, Каиндыколь; каз. Кіндікті) — солёное пересыхающее озеро (болото) в Камыстинском районе Костанайской области Казахстана.
Площадь поверхности озера составляет 55 км². Наибольшая длина озера — 12 км, наибольшая ширина — 7 км. Длина береговой линии составляет 39 км. В озеро впадают реки Киндикти и Ащыкарасу. Неподалёку от озера расположены населённые пункты Уркаш, Тауксор и Сулусары.